# Regina Guimarães
Regina Guimarães, més coneguda com a Corbe, (Porto l'any 1957) és una poeta, dramaturga, directora d'escena i lletrista portuguesa. Viu i treballa amb la seva parella, Sergei Saguenail Abramovici des del 1975. Tots dos van fundar el segell editorial Hélastre.
Regina Guimarães és membre del grup musical Três Tristes Tigres, del qual escriu totes les lletres. La seva poesia també va ser intepretada pel grup musical Clã.
El primer llibre de Guimarães va sortir l'any 1979 i, malgrat tenir un ritme editorial irregular, és considerada com una de les artistes vives més importants de Porto.

## Obres
- 1979 – A Repetição (La repetició) (ed. Hélastre)
- 1980 – Abaixo da Banalidade, Abastança (Per sota de Banalitat, Abundància) (ed. Hélastre)
- 1985 – Anelar, Mínimo (Anell, Mínim) (ed. &etc.)
- 1990 – O Extra-Celeste (L'Extra-Celeste) (ed. AEFLUP)
- 1990 – Múmia (Mòmia) (ed. Hélastre)
- 1992 – Uma Árvore como se Fosse Uma Rainha (Un arbre com si fos una reina) (ed. author, Afrontamento)
- 1994 – Tutta (ed. Felício & Cabral)
- 2001 – Algum(ns) Texto(s) Avesso(s) à Ideia de Obra (Algun(s) text(os) contrari(s) a la idea de l'obra) (en l'antologia Vozes e Olhares no Feminino, Veus i perspectives sobre les dones)
- 2002 – 9 Histórias a 4 Mãos e 7 Pés (9 històries 4 mans i 7 peus) (ed. Campo Alegre)
- 2009 – Orbe (Orb) (ed. Hélastre)
- 2009 – Lady Boom: As Raínhas/ Cantigas de Amigo (Lady Boom: Les Reines/ Cantigues d'Amic) (ed. Hélastre)
- 2010 – Caderno do Regresso (Quadern de tornada) (ed. Hélastre)
- 2011 - Lieux Dits (ed. Hélastre)
- 2011 - A Mal Acabada: Texto Infinito (La Mal Acabada: Text Infinit) (ed. Hélastre)
- 2012 - Caderno do Poço e da Gaveta (Quadern de Pou i Calaix) (ed. Hélastre)
- 2013 - Cadernos do Eclipse (Quaderns de l'Eclipsi) (4 volums, ed. Hélastre)
- 2017 - Desobedecer às Indústrias Culturais Deriva Editores (Desobeir Indústries Culturals Deriva Editors) ‧  isbn: 9789898701299
- 2018 - Leitura Furiosa (Outro Modo) (Lectura Furiosa (una Altra Manera)) ‧  isbn: 9789895409501
- 2019 - Manoel de Oliveira - A Casa | The House (Manual d'Oliveira - La Casa /The House), amb Maria Burmester (Fundació de Serralves)  ‧  isbn: 9789727393695
- 2020 - Antes de Mais e Depois de Tudo/ Poemas escolhidos (Abans de Més i Després de Tot / Selecció de poemes) (Editora Exclamação)   ‧  isbn: 9789895486809
- 2021 - Caderno das Duas Irmãs e do que Elas Sabiam (Quadern de les Dues Germanes i d'allò que Elles Sabien) (Editora Exclamação) isbn: 9789895344604